# Marsze głodowe w Polsce w 1981 roku

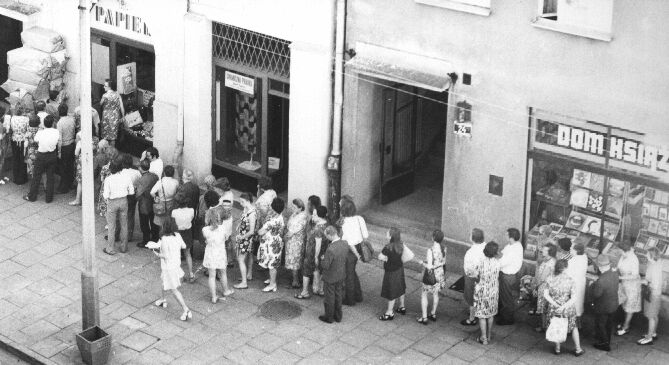
Kolejka po papier toaletowy

Marsze głodowe w Polsce w 1981 roku – marsze, które miały miejsce w wielu miastach Polski na przełomie lipca i sierpnia 1981 roku, będącej wyrazem protestu przeciwko pogarszającemu się zaopatrzeniu sklepów w żywność, spowodowanym narastającym kryzysem gospodarczym w PRL.

## Geneza
28 lutego 1981 roku Rada Ministrów ogłosiła uchwałę w sprawie reglamentacji mięsa i jego przetworów, realizując w ten sposób 11. postulat strajkujących w Stoczni Gdańskiej w Sierpniu 1980 r. Sprzedaż mięsa „na kartki” weszła w życie 1 kwietnia 1981 roku. Uchwała szczegółowo precyzowała ile mięsa i wędlin mogą nabyć przedstawiciele poszczególnych grup zawodowych. Od maja 1981 r. wprowadzono także reglamentację przetworów mięsnych, masła, mąki, przetworów zbożowych i ryżu, zaś w czerwcu także mleka dla niemowląt. Posiadanie kartki jednak nie gwarantowało zakupu towaru, często trzeba było stać w długich kolejkach.

## Przebieg

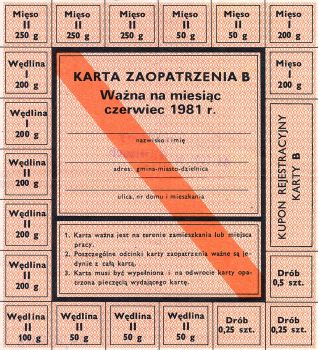
Kartka na mięso z 1981 roku

Słabe zaopatrzenie sklepów, w połączeniu z decyzją rządu z 23 lipca, zmniejszającą kartkowe przydziały mięsa z jednoczesną podwyżką cen żywności, spowodowały pod koniec lipca 1981 roku zorganizowanie w całym kraju tzw. marszów głodowych, koordynowanych przez związkowców z NSZZ „Solidarność”. Pierwsze odbyły się 25 lipca 1981 w Kutnie i Łodzi z udziałem kilku tysięcy ludzi, w kolejnych dniach podobne demonstracje miały miejsce w: Krakowie, Nowym Sączu, Przemyślu, Piotrkowie Trybunalskim, Łasku, Zduńskiej Woli, Puławach, Częstochowie, Ostrowcu Świętokrzyskim, Bełchatowie, Tomaszowie Mazowieckim, Zelowie i Szczecinie.
30 lipca ulicą Piotrkowską w Łodzi przeszedł największy w Polsce marsz głodowy, w którym według różnych szacunków wzięło udział od 20 do 100 tysięcy osób.
Większe akcje zorganizowano np. w Olsztynie, gdzie przez trzy dni (3–5 sierpnia) organizowane były przejazdy samochodów ulicami miasta, uwieńczone 3 tysięcznym marszem z flagami i transparentami, m.in.: „Premierze bądź szczery, gdzie się podziały mleko i sery”, „Nie chcemy być głodni i brudni”, „Obywatelu Generale – meldujemy, że jesteśmy głodni”, „Chcecie pracy dajcie jeść”. We Włocławku 3 sierpnia zorganizowano kilkutysięczny marsz przed Urzędem Wojewódzkim. W Białymstoku 6 sierpnia w marszu głodowym od siedziby Komitetu Wojewódzkiego PZPR do Zarządu Regionu NSZZ „Solidarność” przeszli emeryci, renciści i inwalidzi. 7 sierpnia manifestacje miały miejsce w stolicach województw wchodzących w skład Regionu Małopolska NSZZ „Solidarność” (Tarnów, Kraków, Dębica).